# Mode queer
Pour un article plus général, voir Mode LGBT.

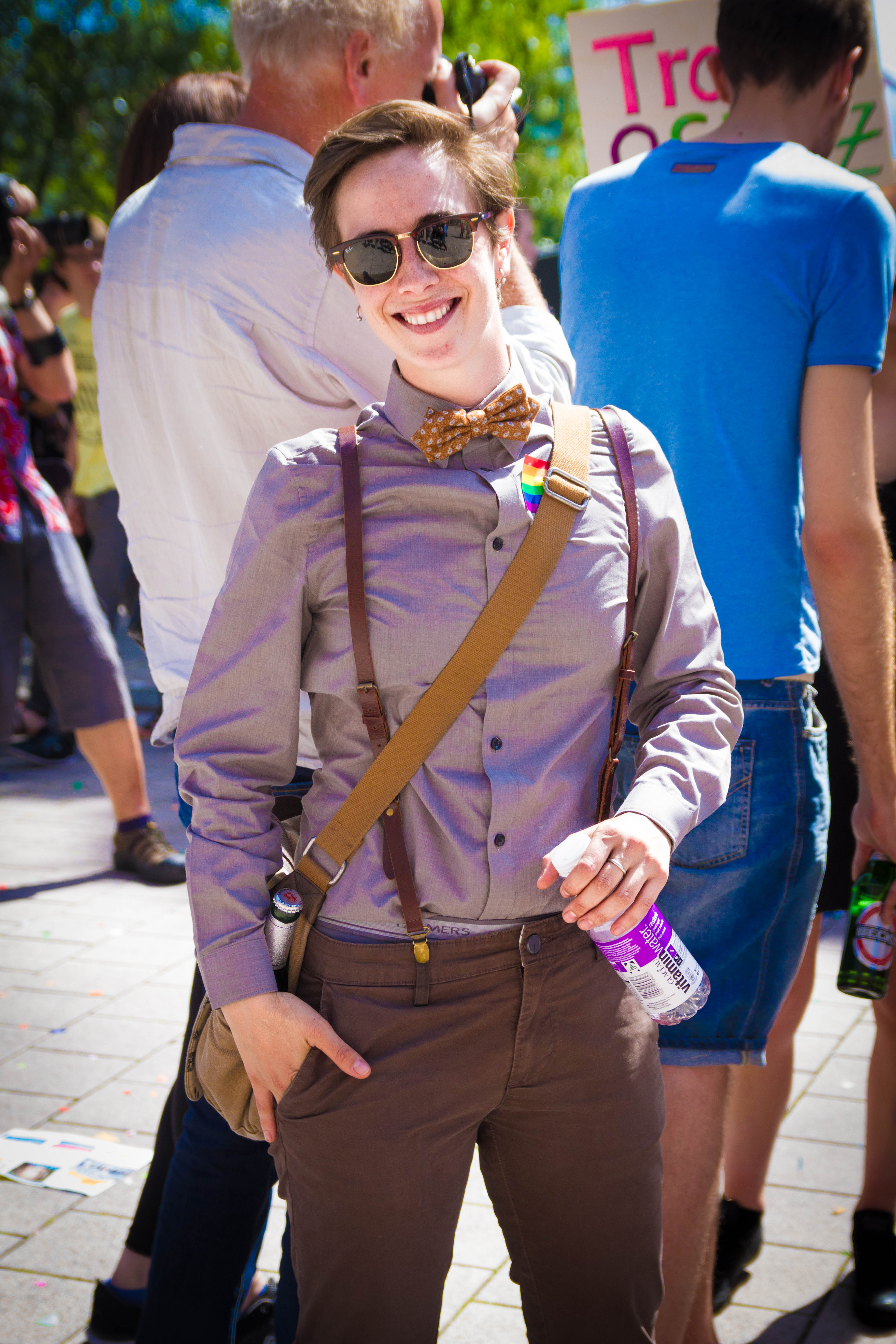
Tenue de style queer.

La mode queer est la mode propre aux personnes queer et non binaires allant au-delà des normes de style courantes qui associent généralement certaines couleurs et formes à l'un des deux genres. La mode queer vise à être perçue par les consommateurs comme un style de mode promouvant le choix de vêtements en fonction des différentes formes corporelles des personnes plutôt qu'en fonction des normes vestimentaires déterminées par le genre.

## Le style queer
Le style « queer » désigne une identité qui ne se conforme pas aux normes culturelles et sociétales propres au genre à travers l'expression de la mode, généralement par la combinaison (mais pas systématiquement) de vêtements et d'accessoires conçus à l'origine pour les hommes et/ou les femmes. Même si l'expression d'une identité queer ou non binaire à travers la mode procède généralement d'une volonté d'expression de soi, elle peut être considérée comme un acte politique dans la société et la culture au sein desquelles s'inscrit la personne queer.
La différenciation des normes de genre au travers des vêtements a pris davantage d'importance au XIXe siècle, principalement par l'utilisation de tissus, de garnitures et de formes distincts en fonction du genre[réf. incomplète]. Ces distinctions visaient à refléter les rôles de genre dans la société : les vêtements masculins se voulaient pratiques, tandis que la mode féminine était perçue comme purement esthétique . Malgré l'enracinement des liens entre la mode et l'identité de genre, l'expression de genre est aujourd'hui reconnue par la communauté LGBT comme un comportement très personnel et subjectif ; le style queer est donc intrinsèquement lié à l'identité et, à ce titre, comprend une vaste gamme d'esthétiques[réf. incomplète]. Cette expression du genre par la mode est considérée comme un aspect fondamental aussi bien dans la perception que dans la réalisation de soi,.

Cependant, la présentation d'une identité non binaire ou queer par la mode pose souvent problème dans les sociétés où les vêtements sont produits de manière fortement genrée, reflétant ainsi l'interprétation de l'identité de genre par ces mêmes sociétés. Par conséquent, l'expression d'une identité queer est souvent politisée et restreinte. Dans un article à propos de l'écrivain et artiste-performeur non binaire Alok Vaid-Menon, Vaid-Menon a supposé que la mode représentait un ensemble de revendications politiques propre à une personne, en particulier pour les personnes queer et transgenres, dont l'existence est souvent politisée. C'est notamment le cas des personnes assignées de sexe masculin à la naissance, pour qui le fait de se présenter sous une apparence dite féminine, par le port de robes et de maquillage, est susceptible d'attirer une attention non voulue.
Il y a une conséquence concrète pour moi à me présenter sous une apparence féminine, et il n'y a pas de conséquence concrète pour moi à me présenter sous une apparence masculine, à la minute où je porte du rouge à lèvres, ou à la minute où je me mets des boucles d'oreilles, ou à la minute où je porte une jupe, toute ma réalité change.
Le nombre plus important de difficultés rencontrées par les personnes non binaires assignées de sexe masculin à la naissance et revendiquant leur identité à travers la mode a été souligné dans une étude de 2017 par Davidson Skylar. Cette dernière montre que les personnes non binaires assignées de sexe masculin à la naissance rencontrent des perspectives d'emploi moins favorables que les personnes non binaires assignées de sexe féminin à la naissance, phénomène considéré comme un aspect de la transmisogynie.

## Nouveaux créateurs
La plupart des magasins traditionnels séparent les vêtements pour hommes des vêtements pour femmes dans des sections distinctes, ce qui rend difficile pour les personnes queer de trouver des vêtements qui leur correspondent. Les créateurs queer tentent de construire des associations entre la mode masculine et la mode féminine en répondant aux besoins vestimentaires de toutes les identités. Par exemple, la marque de vêtements No Sesso se spécialise dans l'utilisation de différents imprimés, tissus et matériaux reconstitués pour habiller différentes morphologies et identités de genre.
Sharpe Suiting est une marque de mode qui, grâce à une campagne Kickstarter, a pu fabriquer des vêtements sur mesure ainsi qu'une ligne de prêt-à-porter masculine et androgyne. Sa particularité réside dans le développement de techniques innovantes de mesures et de coutures effaçant les courbes féminines des personnes qui ne s'identifient pas comme des femmes. Cette méthode est appelée andropométrique et constitue une alternative androgyne à la méthode anthropométrique standard utilisée par la plupart des fabricants.
Les lignes de vêtements pour femmes enceintes incluent souvent des éléments féminins stéréotypés, aussi bien pour les formes que les motifs, car la maternité et la féminité sont généralement considérées comme allant de pair. Une alternative a été proposée par la start-up butchbaby & co, la première ligne de vêtements pour les personnes enceintes queer,.

## Marques de vêtements mondiales
Les styles de mode non genrés sont mieux acceptés par un public de plus en plus large ; pour cette raison, des marques telles que Zara et H&M tentent de proposer des lignes de vêtements unisexes aux consommateurs en lançant des collections non genrées.
Cependant, ces collections sont représentées par des modèles exclusivement féminins ou masculins. En outre, ces produits unisexes affichent une esthétique typiquement considérée comme masculine, tant dans les formes que dans les couleurs (gris, beige et marron).

## Créateurs
La mode queer est de plus en plus reconnue par les créateurs qui l'intègrent désormais à leurs défilés. Par exemple, lors du défilé de mode masculine et féminine de Moschino à l'automne 2018, Jeremy Scott a présenté une tenue non genrée portée par le mannequin non binaire Oslo Grace et la drag queen queer Violet Chachki. Selon Violet Chachki : « Il est très important d'avoir une représentation visuelle, pour montrer que les queers sont importants, que les queers sont puissants, que les queers sont magnifiques, que les queers sont valides, et qu'on ne peut pas nous effacer ».
De plus, les agences de mannequinat commencent à recruter des modèles non binaires. C'est le cas de My Friend Ned, une agence sud-africaine qui divise officiellement ses modèles en sections masculine, féminine et non binaire.

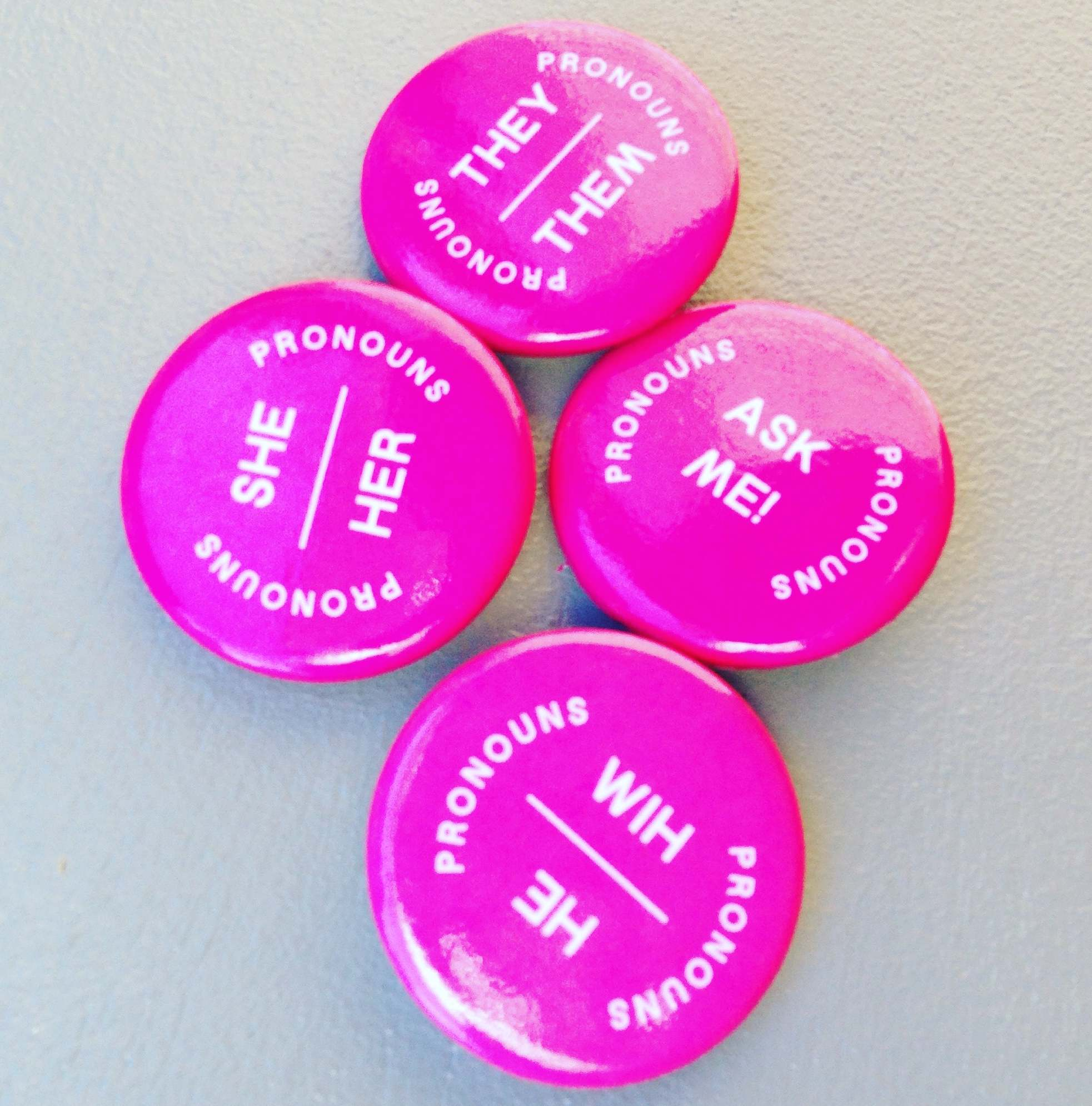
Une sélection de badges indiquant des pronoms et proposés au festival d'art et de technologie XOXO en 2016 à Portland.

Des exemples de modèles queer/non binaires sont Casey Legler, qualifié de premier « modèle masculin féminin » au monde, Elliott Sailors, Rain Dove, Stas Fedyanin et Erika Linder.

## Badge de pronoms
Les badges affichant des pronoms ou des drapeaux LGBTQIA+ constituent des accessoires courants de la mode  queer  de la fin des années 2010  et du début des années 2020 . Après un procès avec l'ACLU, Alaska Airlines est devenue la première compagnie aérienne américaine à ajouter des badges de pronoms à ses uniformes de travail en avril 2022 .